# Gelbfleck-Waldschwebfliege

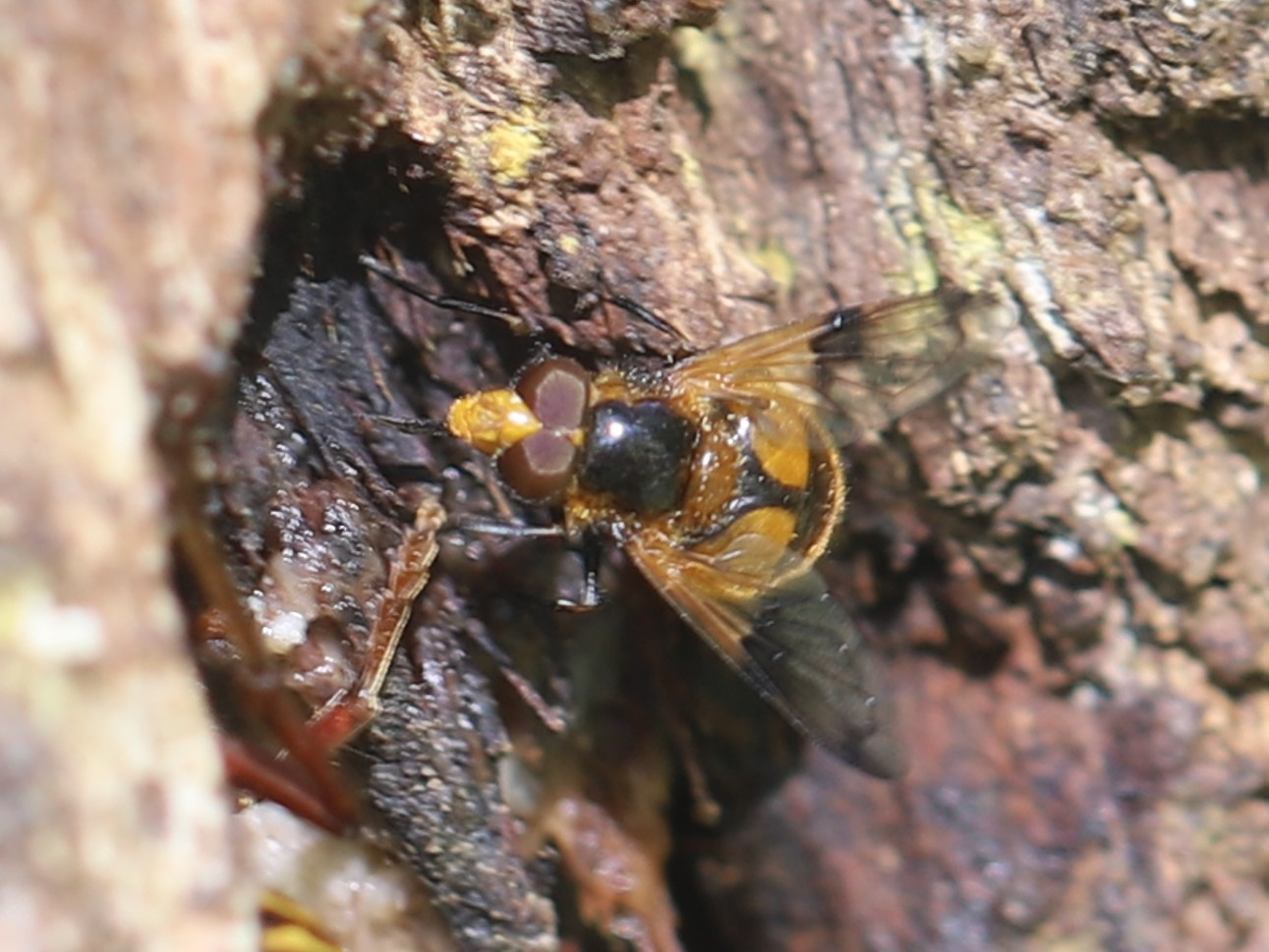
Männchen Mitte Mai an der Saftlecke einer alten Eiche in der Schwetzinger Hardt

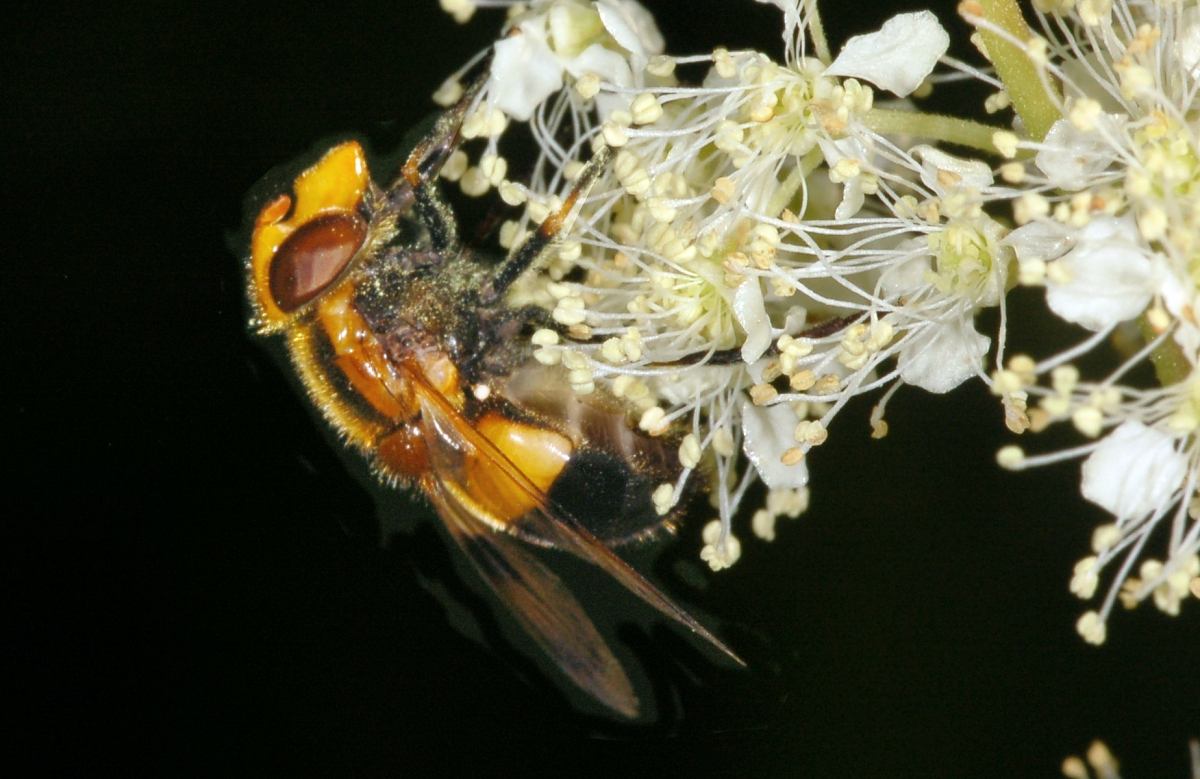
Seitenansicht eines Weibchens

Die Gelbfleck-Waldschwebfliege (Volucella inflata) ist eine Fliege aus der Familie der Schwebfliegen (Syrphidae). Die Art wurde 1794 von Johann Christian Fabricius als Syrphus inflatus erstmals beschrieben. Sie ist die seltenste der 5 Volucella-Arten in Mitteleuropa.

## Merkmale
Die Fliegen sind zwischen 13 und 18 mm lang. Die Art zeigt wie viele andere Schwebfliegen einen charakteristischen Geschlechtsdimorphismus. Die Facettenaugen der Männchen berühren sich auf der Stirn, während die der Weibchen deutlich getrennt sind. Das Gesicht der Fliegen ist gelbrot. Die gelbrot gefärbten Fühler weisen eine deutlich gefiederte Borste auf. Der auf der Oberseite glänzend schwarze und seitlich gelbliche Thorax ist gelbbraun behaart. Das rötlich gefärbte Scutellum (Schildchen) weist am Hinterrand schwarze Randborsten auf. Der glänzend schwarz gefärbte Hinterleib weist auf dem zweiten Tergit zwei große gelbrote Flecke auf, die durch einen schwarzen Streifen voneinander getrennt sind. Die Beine sind schwarz. Der basale Teil der Flügel ist gelbbräunlich gefärbt. Daran schließt sich ein ausgedehnter schwarzer Fleck an. Nahe der Flügelspitze befindet sich am Vorderrand ein weiterer schwarzer Fleck. Der transparente apikale Teil der Flügel weist verdunkelte Adern auf. Die anderen Volucella-Arten in Mitteleuropa weisen eine abweichende Färbung auf.

## Verbreitung
Volucella inflata ist in der westlichen Paläarktis verbreitet. Das Vorkommen reicht in Europa von Wales und Nordengland sowie Norddeutschland im Norden bis in den Mittelmeerraum und auf die Iberische Halbinsel im Süden sowie in die Schwarzmeerregion, den europäischen Teil Russlands und in den Kaukasus im Osten.

## Lebensweise
Die Schwebfliegenart findet man hauptsächlich in Laubwäldern mit einem Bestand an alten Bäumen. Die Schwebfliegen beobachtet man von Mai bis Juli. Sie besuchen verschiedene Blütenpflanzen, insbesondere Doldenblütler, um Nektar aufzunehmen. Die Schwebfliegen werden außerdem regelmäßig an den Saftlecken alter Bäumen, darunter Eichen, angetroffen, wo sie den Saftfluss aufnehmen. Die Larven von Volucella inflata leben ebenfalls vom Saftfluss von Bäumen. Sowohl in Baden-Württemberg als auch in Deutschland wird die Schwebfliegenart in der Roten Liste gefährdeter Arten in der Kategorie 3 („gefährdet“) geführt.